# شتاينز؛غيت
شتاينز؛ غيت (باليابانية: シュタインズ・ゲート، بالروماجي: Shutainzu Gēto) (بوابة؛ ستاينز) هي سلسلة ألعاب فيديو ورواية مرئية ومانغا وأنمي وفلم أنمي يابانية.

## القصة

### البيئة والخلفية
تقع أحداث ستاينز وهي مدينة خيالية من خيال محمد ملي
؛ غيت في صيف سنة 2010 في مدينة أكيهابارا اليابانية.
حسب رئيس تخطيط ستاينز؛ غيت چِيّومارُو شِيكُورا فقد تم اختيار مدينة أكيهابارا لأنها مدينة يسهل الحصول فيها على عتاد الحاسب مما يجعلها المكان الأنسب لمن يريد العبث بالأدوات والابتكار. مفهوم الوقت والسفر عبر الزمن هو الخلفية الرئيسية للعبة.

## الشخصيات
- أوكابي رينتارو (باليابانية: 岡部 倫太郎)

مؤدي الصوت: مامورو ميانو.
شخص غريب الأطوار، يصف نفسه بالـMad Scientist (عالم مجنون) ويشير إلى نفسه غالبًا بالاسم هووين كيوما Kyōma Hōōin (鳳凰院 凶真 Hōōin Kyōma), (ويستعمل هذا الاسم ليُعرِّف نفسه للأشخاص الآخرين). يناديه صديقاه مايوروشي ودارُو أوكارين وهو نحت لاسميه الأول والعائلة. هو مؤسس ما يدعوه مختبر الأجهزة المُستقبلي "مختبر الأجهزة المُستقبلي" (未来ガジェット研究所 Mirai Gajetto Kenkyūjo).
- ماكيسي كوريسو (باليابانية: 牧瀬 紅莉栖)

مؤدية الصوت: أسامي إيماي.
عالمة فيزيائية في الجامعة الأمريكية وتستطيع التحدث باللغة الإنجليزية. ماكيسيه تُعتبر عالمة عبقرية˛ إذ نُشر بحثها العلمي في جريدة سيانزي وعُمرها لم يتجاوز الثامنة عشرة. وكانت قد تخطت سنة دراسية في نظام الدراسة الأمريكي.
- مايوري شينا (باليابانية: 椎名 まゆり)

مؤدية الصوت: كانا هانازاوا.
- ايتارو «دارو» هاشيدا (باليابانية: 橋田 至)

مؤدي الصوت: توموكازو سيكي.
- مويكا كيروي (باليابانية: 桐生 萌郁)
- لوكا اوريشيبارا (باليابانية: 漆原 るか)

مؤدي الصوت: يو كوباياشي.
- فاريس نيانيان (باليابانية: フェイリス・ニャンニャン) / روميهو اكيها (باليابانية: 秋葉 留未穂)

مؤدية الصوت: هاروكو موموي.
- سوزوها إماني (باليابانية: 阿万音 鈴羽)

مؤدي الصوت: يوكاري تامورا.
- جون تيتور

مؤدي الصوت: هيروشي تسوتشيدا.
- يوغو تينوجي (باليابانية: 天王寺 裕吾)

مؤدي الصوت: ماساكي تيراسوما.
- ناي تينوجي (باليابانية: 天王寺 綯)
- دكتور ناكاباتشي (باليابانية: ドクター中鉢)

## الاستقبال

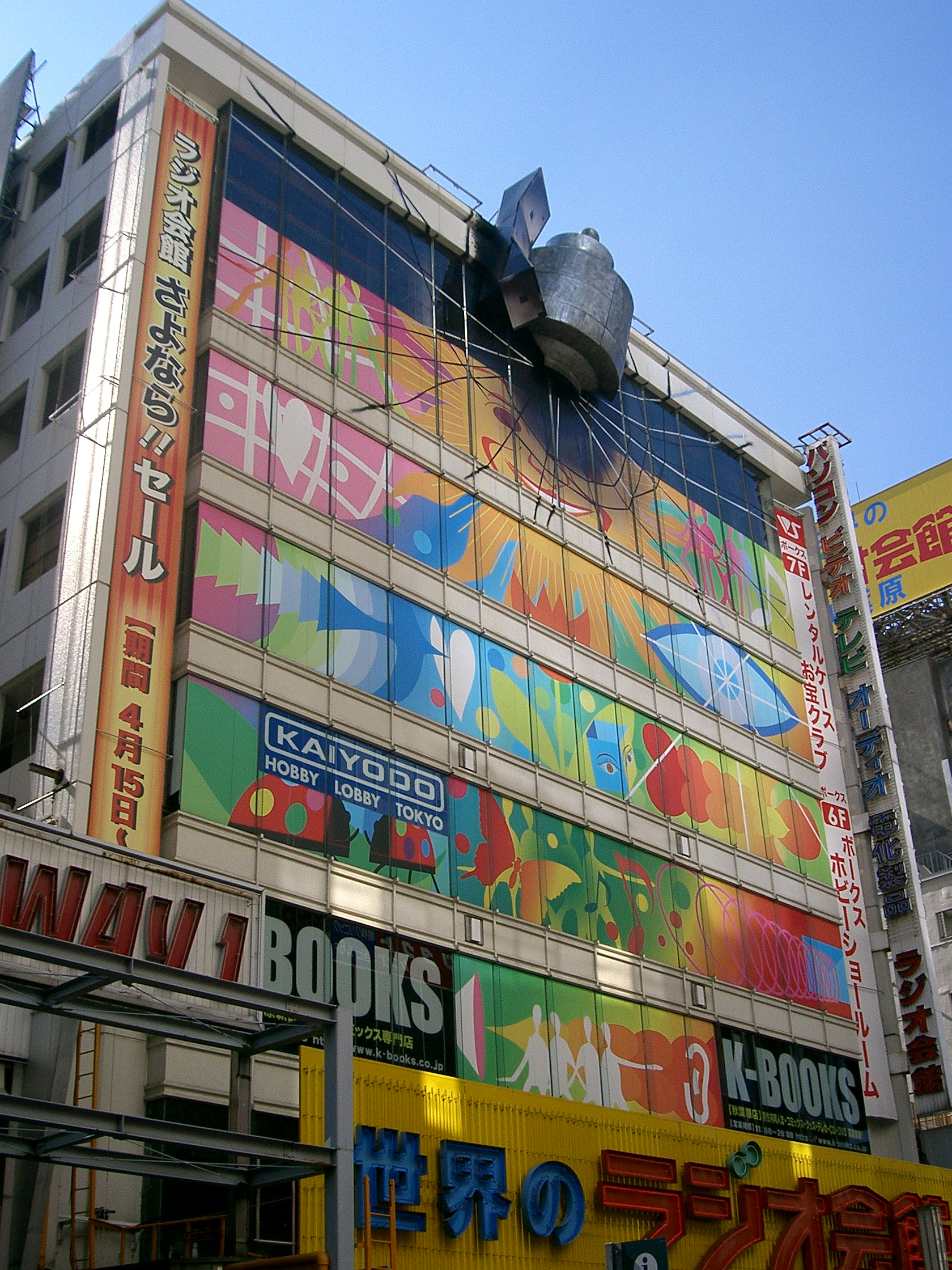
الساتل المُحطَّم على مبنى الراديو الحقيقي في أكيهابارا

## طالع أيضًا
- آي بي إم 5100
- جون تيتور

## وصلات خارجية
- الموقع الرسمي (باليابانية)

- ستاينز؛غيت في allcinema. (باليابانية)

- ستاينز؛غيت في شبكة أخبار الأنيمي. (بالإنجليزية)

- شتاينز؛غيت في قاعدة بيانات الرواية المرئية